# Menelau
|  | Aquest article tracta sobre el rei d'Esparta del temps de la guerra de Troia. Vegeu-ne altres significats a «Menelau (desambiguació)». |

Segons la mitologia grega, Menelau (en grec antic: Μενέλαος; en llatí: Mĕnĕlāŭs) va ser un rei d'Esparta en l'edat heroica. Era el fill menor d'Atreu i Aèrope, i germà d'Agamèmnon, el rei de Micenes. Estava casat amb Hèlena, que, segons el mite, fou raptada per Paris, fet que donà lloc a la Guerra de Troia.

## Orígens
La seva mare, Aèrope, era filla de Catreu, rei de Creta, que Naupli havia portat a Micenes quan el seu pare la va expulsar per haver-se lliurat a un esclau, o perquè tenia por que un dels seus fills el matés, com havia dit un oracle. De vegades la tradició diu que el pare d'Agamèmnon i Menelau no era Atreu, sinó Plístenes, un fill d'Atreu. Però els autors que fan de Plístenes el seu pare diuen que aquest va morir jove, i que els dos germans van ser criats per Atreu. Estant casat amb la bella Hèlena, esclatà la Guerra de Troia després que el fill del rei Príam, Paris, la segrestàs.

## Exili
El seu pare Atreu havia enviat Agamèmnon i Menelau a cercar Tiestes amb el que estava barallat des de sempre. El van trobar a Delfos i el van portar presoner a Micenes. Atreu el tancà i volia que Egist el matés, però ell va reconèixer a temps el seu pare, va matar Atreu i ocupà el tron. Aleshores, els prínceps Agamèmnon i Menelau fugiren a l'exili. Van ser acollits per Tíndar, rei d'Esparta. Amb el temps, els dos prínceps es casarien amb les dues filles del rei; Agamèmnon amb Clitemnestra i Menelau amb Hèlena.
El matrimoni de Menelau i Hèlena va ser una dura decisió per a Tíndar, ja que la princesa tenia nombrosos pretendents i el rei tenia por que, arribat el moment d'elegir l'espòs, els altres pretendents s'enutjarien i començaria una guerra civil a Grècia. Finalment, però, l'elegit va ser Menelau i la resta de pretendents es van comprometre sota jurament a ajudar al que fos elegit en el cas que un altre home li volgués prendre Hèlena.

## Guerra de Troia
Els germans barons d'Hèlena van morir (fets immortals i ascendits a l'Olimp) i ella va ser nomenada hereva. En morir Tíndar, Hèlena i Menelau van ser reis d'Esparta. Durant uns quants anys, van viure feliços. Però, segons una tradició, al país hi va haver una epidèmia i un període de sequera, i Menelau va anar a Troia a oferir un sacrifici a les tombes dels dos fills de Prometeu, Licos i Quimereu, segons havia determinat un oracle. A Troia va ser hoste de Paris fill de Príam. Després, com a conseqüència d'una mort feta involuntàriament, Paris va haver de partir de Troia i es va refugiar a la cort de Menelau. Menelau el va purificar corresponent a la seva anterior hospitalitat. Però Paris, mentre Menelau era a Creta als funerals del seu sogre Catreu, seduí (o segrestà, segons les versions) la reina Hèlena i se l'endugué a Troia.
Menelau va ser advertit per Iris del segrest d'Hèlena i va tornar a Esparta, on convocà tots els cabdills que havien prestat jurament davant Tindàreu. Va demanar ajuda per convocar-los al seu germà Agamèmnon i a Nèstor, Palamedes i Odisseu. Van cercar Aquil·les, a qui Diomedes i Odisseu van descobrir a l'harem del rei Licomedes, a Esciros. Després, Menelau i Odisseu van anar a Delfos per consultar l'oracle sobre el moment de començar l'expedició. L'oracle els va dir que oferissin a Atena un collaret que en altre temps Afrodita havia regalat a Hèlena. Hera es va posar en aquell moment al costat de Menelau i l'ajudà a convocar tots els grecs contra Paris, que era el seu enemic personal.
Menelau va incorporar-se a l'expedició amb seixanta naus. El seu germà Agamèmnon va ser elegit per consens de tots per comandar la nombrosa expedició grega que partí cap a Troia. Menelau era més tímid i no gaire afeccionat als honors. Encara que era un guerrer valerós i va portar a terme combats molt durs, queda sempre en segon pla. Així que van aconseguir desembarcar a les costes de Troia, o, segons altres tradicions, quan van fer escala a Tènedos, Menelau i Odisseu van anar com a ambaixadors a la ciutat de Troia per reclamar Hèlena i els tresors que Paris s'havia endut, per veure si podien resoldre pacíficament la situació. Van ser rebuts per Antènor, que els va portar a l'assemblea del poble troià. Però Paris i els seus amics van aconseguir que no s'arribés a cap a cord, i fins i tot, un company de Paris, subornat per aquest, va intentar matar Menelau. Antènor va aconseguir treure'l de la ciutat, i la guerra va esdevenir inevitable.
Els grecs van construir un campament prop de Troia, on començaren un setge que durà deu anys. Menelau va tenir alguns episodis brillants en la batalla. Al llarg de tota la Ilíada hi ha un desafiament evident entre Menelau i Paris, fins al punt que Afrodita, per salvar Paris, l'embolica amb un núvol i el transporta a casa seva. Agamèmnon, que ha presenciat el combat, considera que Menelau és el vencedor, i reclama que Hèlena sigui retornada segons les condicions que havien estipulat abans del duel, on el vencedor s'emportaria Hèlena. Però els troians dubten i Pàndar dispara una fletxa contra Menelau que el fereix lleugerament. La batalla s'estén i Menelau s'enfronta a Escamandri, a qui mata, i a Eneas, sense resultat per cap banda. Quan arriba la nit Hèctor repta a qualsevol dels grecs a lluitar contra ell. Menelau està a punt d'acceptar el desafiament, però Agamèmnon i la resta dels cabdills el detenen. Davant de les naus, Menelau fereix Helen i mata Pisandre. Després mata Hiperènor, Dòlops i Toant. Després de la mort de Pàtrocle Menelau és el primer en posar-se a lluitar per recuperar el cadàver i donar-lo a Aquil·les. Allà matà Euforb i Podes. Va enviar Antíloc, fill de Nèstor, a anunciar a Aquil·les la mort de Pàtrocle, i va portar el cos de l'heroi lluny del camp de batalla. En els últims cants de la Ilíada gairebé no s'anomena Menelau, i només el trobem participant en els Jocs Fúnebres celebrats en honor de Pàtrocle.
En els textos posteriors a la Ilíada Menelau torna a aparèixer. Després que Filoctetes matés Paris amb una fletxa, Menelau corre a profanar el cadàver. Ell va ser un dels herois que van entrar a la ciutat dins del cavall de fusta. Mentre les forces invasores mataven, cremaven i saquejaven la ciutat, Menelau anà directament a cercar la seva dona al palau del nou espòs Deífob (germà de Paris i casat amb Hèlena després de la mort d'aquest). A les portes del palau, Menelau i Deífob s'enfrontaren i, quan l'espartà estava a punt de caure sota l'espasa del troià, Hèlena apunyalà per l'esquena Deífob matant-lo. Menelau, un cop refet, desembeinà l'espasa per matar la dona però, en veure-la de nou, quedà fascinat per la bellesa de la jove i la perdonà.

## Retorn a Esparta
Perdonats mútuament, marxaren de Troia en direcció a Esparta, però hagueren de passar vuit anys fins que hi arribessin, ja que els déus no els permetien tornar al seu país, per la vanitat de Menelau. Al començament del viatge va fer escala a Tènedos i després a Lesbos, i arribant a Eubea va posar proa a Súnion. Allà va morir el seu pilot Frontis, i Menelau va retrocedir per retre-li honors fúnebres, mentre Nèstor i Diomedes, que havien anat amb ell, van continuar el viatge. Quan Menelau va reprendre el camí, una tempesta el va desviar cap a Creta, on van naufragar algunes de les seves naus. Ell va continuar fins a Egipte, on, segons l'Odissea, va estar cinc anys, acumulant riqueses fabuloses. Quan va deixar Egipte, Menelau es va aturar a l'Illa de Faros, a la desembocadura del Nil, per una calma que va parar els vents i que va durar vint dies. Aleshores van començar a passar fam, però se'ls va aparèixer Idòtea, una divinitat marina que aconsellà Menelau d'interrogar el seu pare, Proteu, un déu del mar, sobre la manera de tornar a Esparta. Menelau ho va fer així, i va poder, al cap de vuit anys del final de la guerra de Troia, tornar a Esparta amb Hèlena.
Una tradició diferent diu que Menelau va trobar Hèlena a Egipte, ja que Proteu l'havia amagat allà, i Paris s'havia endut a Troia només un fantasma, un espectre d'Hèlena format per núvols. Així, Hèlena no era culpable de res. Eurípides, en la seva tragèdia Hèlena, explica que Hera enganya a Paris donant-li una falsa Hèlena, mentre la veritable va ser raptada per Hermes per ordre de Zeus i transportada a Egipte al costat de Proteu, que la custodia. Quan Menelau arriba a Egipte amb la falsa Hèlena, aquesta es desfà a l'aire i Menelau retroba la seva autèntica esposa.
Per fi, Menelau i Hèlena van retornar a Esparta, on Menelau va prosperar i van tenir una filla anomenada Hermíone, l'única que reconeixen la Ilíada i l'Odissea. També se'ls atribueix un fill, Nicòstrat. Els autors més tardans parlen d'altres fills: Etiolau, Troni, Morrafi, Plístenes el Jove, i una filla, Mèlite. En època històrica Etiolau i Nicòstrat eren objecte de culte.
Segons Homer, van rebre a la cort d'Esparta la visita del fill d'Odisseu, Telèmac, que cercava notícies sobre el seu pare, desaparegut des del final de la Guerra de Troia.

## Mort i llegat
Al final de la seva vida, després de molts anys al costat d'Hèlena, Menelau va ser transportat als Camps Elisis sense arribar a morir, honor que li va concedir Zeus per haver estat el seu gendre.
El va succeir el seu fil il·legítim Megapentes, que havia tingut amb una esclava mentre Hèlena era a Troia segrestada, fill que, segons Pausànias, obligà Hèlena a exiliar-se a Rodes.
En temps de Pausànias, a Esparta, s'ensenyava la casa on en altre temps havia viscut Menelau, a qui es tributava un culte diví. Els homes hi acudien per demanar fortalesa en la batalla i les dones es dirigien a Hèlena per a aconseguir bellesa i gràcia.